# Kågeröd
För andra betydelser, se Kågeröd (olika betydelser).
Kågeröd är en tätort i Svalövs kommun och kyrkby i Kågeröds socken i Skåne. Kågeröd ligger på den bokskogsbeväxta Söderåsens sydvästra sluttning. Samhället genomflytes av Vege å i dess övre lopp. 

## Samhället
Kågeröd var ursprungligen kyrkby, som 1886 fick station på banan Malmö-Billesholm. 1935 hade stationssamhället 450 innevånare enligt STF ortslexikon 1935. 1953 hade samhället växt till 750 innevånare enligt STF ortslexikon 1953. Utanför tätorten finns motorsportbanan Ring Knutstorp. Vid anläggningen finns även en stugby och servicebyggnad. 

## Historia
I Kågeröd finns Kågeröds kyrka som är sevärd med sengotiska valvmålningar och intressanta inventarier. Den kände astronomen Tycho Brahe föddes 1546 på godset Knutstorp som ligger vackert inbäddat i lövskog och eklundar öster om Kågeröd. Det stora godset har anor från 1300-talet och kom att spela en viktig roll under de dansk-svenska krigen på 1500- och 1600-talet. 
Fram till första delen av 1800-talet bestod Kågeröd endast av kyrkan och fem gårdar, inkluderat prästgården och klockargården. Åtta torp fanns i byns omgivning och vid vägkorset i byns mitt fanns en bykrog.  Kågeröd var en av få flergårdsbyar vid Söderåsen. Mejeriverksamheten har alltid varit betydelsefull för byn. Torrmjölkshanteringen startades på 1920-talet och är än idag en av de större arbetsplatserna på orten.
Sedan början av 1900-talet har Kågeröd haft en jämn befolkningsökning med cirka 100 invånare per decennium. Under 60- och 70-talet var ökningen något större för att sedan, vid början av 80-talet, stagnera. Samhällets bebyggelse är av senare tid. Bebyggelsen utveckling skedde efter järnvägens tillkomst. Bebyggelsen i tätorten består främst av villor. Kågeröd är den tredje största tätorten i Svalövs kommun. Avståndet från orten är 11 km till Svalöv, 35 km till Helsingborg och 30 km till Landskrona.

### Kågeröds mejeri - Milkfood- AM Foods
Mejeriet beskrivs i Svenska orter : Atlas över Sverige 1932 som ett aktiebolag med taxeringsvärde på 54 000 kr. Mejeriet blev största företaget i Kågeröd med sin stora torrmjölksfabrik. Fabriken, som då hette Milkfoods ägdes av familjen Mazetti och var viktig i deras chokladproduktion. Milkfood hade 1979 103 anställda, På fabriken tillverkades en tid Dumle-klubban.  Torrmjölkstillverkaren såldes efter detta till Arla Foods. 1996 sade Arla upp 40 personer på fabriken i Kågeröd. 2004 sålde Arla fabriken till Barry Callebaut. Denna fabrik har varit största arbetsgivaren på orten och betytt mycket för samhällets utveckling.
Ett  annat andelsägt mejeri startade i Möllarp 1954.1968 flyttade man till Kågeröd där man 1975 även byggde en vasslefabrik i anslutning till det nya mejeriet. I slutet av 1980-talet bedrevs  samarbete med Åstorps mejeri under namnet Söderåsens ysterier. Kågeröds mejeriprodukter var andelsmejeri ända fram till 2000. 2001 köpte Skånemejerier hela verksamheten. Skånemejerier lade ner produktionen i Kågeröd och 16 anställda förlorade jobbet 2003. Mejeriet i Kågeröd var på sista tiden känt för att ha producerat Skånemejeriers ekologiska sortiment och Åsens mjölk som levereras på tvålitersdunkar. Under sista året hade det ekologiska sortimentet fyrdubblats och det hade gått bra för dunkmjölken. Skånemejerier ledning motiverade dock nedläggningen med att Kågerödsmejeriets kapacitet inte räckt till och att man därför bestämt att flytta produktionen till Malmö.

## Kommunala serviceinstitutioner
Kågeröds landskommuns ålderdomshem uppfördes 1930 men har ersatts av Åsgården, ett särskilt boende. Åsgården har 37 lägenheter varav en tvårumslägenhet. Varje avdelning har gemensam matsal och uteplats samt gemensam och avgränsad trädgård. En av tre avdelningar är särskilt anpassad för personer med demens. 
Ekdungens förskola i Kågeröd ligger uppe i Kågerödslund.  Utöver förskola erbjuds även dagbarnvårdare som ett barnomsorgsalternativ. En uteavdelning drivs med bas i Kågerödslund.
Centralskolan byggdes efter att Kågeröds storkommun bildats 1952. Skolan heter idag Lunnaskolan. Skolan byggdes 1954. Det är en låg- och mellanstadieskola med omkring 200 elever. På skolan finns också byns bibliotek. Skolan byggdes om och moderniserades under 2008. Intill skolan finns en idrottshall Lunnahallen.

## Näringsliv
Kågeröd är en ort i Svalövs kommun med många företag och arbetsplatser i förhållande till ortens storlek. Ett sextiotal företag är aktiva i företagsföreningen. Näringslivsutvecklingen i Kågeröd hänger samman med utbyggnaden av väg 109. Det finns tre större verksamhetsområden på orten. Det största är uppbyggt längs järnvägen i nordvästra delen av samhället. Här finns den största arbetsplatsen, Barry Callebaut. Det andra området ligger i söder men även det i anslutning till järnvägen. Det östra verksamhetsområdet ligger mindre exponerat.

### Barry Callebaut
Barry Callebauts chokladfabrik invigdes 2011 efter en ombyggnad som kostade cirka 76 miljoner kronor. Barry Callebauts tog över fabriken 2004 och tillverkar chokladpulver. Fabriken har en lång historia i Kågeröd. Det var byns dominerande företag. Sedan Barry Callebauts tog över fabriken 2004 har antalet anställda på fabriken ökat från ungefär 65 stycken till 110 2011. 2019 hade fabriken 93 anställda. Fabriken i Kågeröd är den största av Barry Callebauts fabriker som producerar chokladpulver. 

### Lydotec AB
Lydotec började som Åstorps Rostfria som flyttade från Åstorp till KG Lyftens gamla lokaler i Kågeröd. KG Lyften har sedan 1996 jobbat med Industrilyften. Verksamheten växte  och flera underleverantörer anlitades. Ett samarbete mellan Industrilyften och ÅRFAB startades 2003. Industrilyften flyttade sin verksamhet till ÅRFAB:s lokaler. ÅRFAB bytte namn till Lydotec AB och är specialiserat  på att förädla rostfritt material. Företaget har 24 anställda och har sin produktion och kontor i Kågeröd. Företaget levererar till företag inom livsmedels- och läkemedels branschen.

### Nimo-KG AB
Nimo-KG AB grundat som aktiebolag 1963 med säte i Kågeröd. Företaget hade 10 anställda och omsatte cirka 36 miljoner kronor under 2011/2012. Nimo-KG har sitt ursprung i bysmedjan i Kågeröd. Under varumärket Kå-Ge tillverkades bland annat gengasaggregat och brandbilspåbyggnader. Företaget inriktade sig på utrustning för livsmedelsindustrin och annan tillverkningsindustri under varumärket Kå-Ge Lyften. 1963 blir företaget aktiebolag, med namnet AB Hermanssons mekaniska. 1976 växer företaget ur smedjan mitt i byn och inviger en ny verkstad. Verkstaden blir på nytt för liten 1986 och nya lokaler invigs på Böketoftavägen 25, 1988 byter företaget namn till KG-Lyften AB. Företaget köps  1990 av Nimoverken AB, en samarbetspartner och leverantör av rostfria behållare. Företaget byter namn till Nimo-KG Transportsystem AB. Företaget blir 1999 ett renodlat ingenjörsföretag och flyttar till ett kontor på Bygatan 9. Tillverkningen sker härefter med ett nätverk av leverantörer, i närområdet, men också från övriga Svderige och Europa. Företagets namn ändras till Nimo-KG AB 2010. Företaget får 2014 sin största order någonsin från Findus som uppdaterar sin produktionsanläggning i skånska Bjuv. Nimo-KG flyttar 2015 in i nya, större kontorslokaler i Kågeröd.

### Andra mindre företag
Kågeröd Flak & Svets AB grundades 1986. Verksamheten har växt och företaget hade 14 anställda 2013. Söderåsens Mur & Kakel bildades 1997 och blev 2000 aktiebolag. Företaget hade 2020 25 anställda. Företaget är ett entreprenadbolag med inriktning på murning, puts och kakel- samt flytspackelarbete. Företaget utför entreprenader i hela Skåne och upp i södra Halland. I Kågeröd har Ramirent  uthyrningsverksamhet. Techma driver en affär med makinhandel, järnvaror, färg och glas. Cederbergs Åkeri i Karlstad har ett mindre åkeri på orten, liksom flera andra mindre åkerifirmor. Knutstorps Skog AB bildades 19 november 1990 och har ett till tre anställda.

### Affärer
BVL Söderåsen  (BVL står för bygg, villa och lantbruk) .Familjen Sjögren startade BVL Söderåsen 2007, då de köpte Lantmännens gamla butik Granngården.
Kågeröds Handelsförening Ekonomisk förening drev Coop Konsum i Kågeröd till 2019. Föreningen grundades 2 maj 1907 och var en självständig förening till den fusionerades med Kristianstad Blekinge Konsumentförening 2019. Investeringsbehov på 8-10 miljoner i nya kylar och frysar tvingade föreningen till fusion med den stora regionala konsumentföreningen. Butiken i Kågeröd har service i form av livsmedelsbutik, postutlämning, spel och apoteksombud. Föreningens historia beskrivs i  Kågeröds handelsförening 50 år : några axplock och minnesbilder ur föreningens tillvaro Efter nysatsning med förändrat grönare sortiment drabbades butiken av ett par rån som krävde ny investeringar i säkerhet.

## Kommunikationer
Buss 230 trafikerar sträckan Teckomatorp-Ekeby via Svalöv och Kågeröd. I december 2021 återöppnade den tidigare nedlagda järnvägsstationen och från denna går ett tåg i timmen i båda riktningarna till Åstorp och Malmö via Kävlinge och Lund.

## Idrott och föreningar

### Kågeröds BOIF
Den 25 april 1934 beslutade ett möte att bilda föreningen  Kågeröds Boll och Idrottsförening. Den tidigare föreningen Kågeröds Gymnastik och Idrottsförening hade tynat bort. Förutom fotboll hade föreningen allmän idrott och även cykel som verksamhetsgrenar. 1935 beviljades föreningen inträde i Skånes Fotbollförbund. Under 1950-talet var behovet av en ny idrottsplats stort.1960 fick Kågeröds BOIF en ny hemmaarena Kågeröds Idrottsplats. Idag heter idrottsplatsen Brahevallen.  Kågeröds  idrottsplats nyinvigdes efter en ombyggnad 1995. Klubbstugan fick då samlingslokal och cafeteria. 2004 firade föreningen 70 år och vann en serieseger. Föreningen har  gett ut en historik Kågeröds boll- o. idrottsförening 1934-1964.

### Bordtennis och tennis
Kågeröds BTK bildades den 22 februari 1945 då ett 30-tal medlemmar från Kågeröds Idrottsförening bildade bordtennisklubben. 1944-1950 var spellokalen inrymd i ett uthus nere vid ån. Från 1950 till 1979 höll klubben till i gamla Folkets Hus. Sommaren 1979 byggdes bordtennishallen i Kågeröd  Kågeröds tennisklubb har sina tennisbanor som grusbanor på Kågerödslund.

### Ridhus
Kågeröds Ridhusförening drivs i samarbete med Ryttarföreningen. Kågeröds ridhus byggdes i mitten på 1980-talet. Kågeröds Ryttarförening är ridhusföreningens största hyresgäst och klubbarna har ett mycket nära samarbete.

### Fritid och kultur
Fritidsutbudet i Kågeröd är varierat. Det finns idrottshall, bordtennishall, idrottsplats, inomhusskjutbana för luftgevär och ett ridhus. I närheten av Kågeröd finns dessutom Ring Knutstorp, Klåveröds Skidcentrum som Klåveröds skidklubb driver, samt en jaktskyttebana och skjutbana för Kågeröds skyttegille. Det finns omkring 15 föreningar varav merparten ägnar sig åt idrott. Vid Finnstorp strax norr om Kågeröd håller Söderåsens friluftsklubb på att bygga upp ett motionscentra vid före detta hemvärnsgården. PRO har en förening i Kågeröd. Utbudet av kulturaktiviteter är mera begränsat.  Det finns ett modernt och välutrustat filialbibliotek som ligger i Lunnaskolan.

## Befolkningsutveckling
| Befolkningsutvecklingen i Kågeröd 1960–2020 | Befolkningsutvecklingen i Kågeröd 1960–2020 | Befolkningsutvecklingen i Kågeröd 1960–2020 | Befolkningsutvecklingen i Kågeröd 1960–2020 | Befolkningsutvecklingen i Kågeröd 1960–2020 |
| ------------------------------------------- | ------------------------------------------- | ------------------------------------------- | ------------------------------------------- | ------------------------------------------- |
|                                             |                                             |                                             |                                             |                                             |
| År                                          |                                             |                                             | Folkmängd                                   | Areal (ha)                                  |
| 1960                                        | 1960                                        |                                             | 920                                         |                                             |
| 1965                                        | 1965                                        |                                             | 1 004                                       |                                             |
| 1970                                        | 1970                                        |                                             | 1 127                                       |                                             |
| 1975                                        | 1975                                        |                                             | 1 246                                       |                                             |
| 1980                                        | 1980                                        |                                             | 1 375                                       |                                             |
| 1990                                        | 1990                                        |                                             | 1 441                                       | 161                                         |
| 1995                                        | 1995                                        |                                             | 1 400                                       | 162                                         |
| 2000                                        | 2000                                        |                                             | 1 410                                       | 162                                         |
| 2005                                        | 2005                                        |                                             | 1 413                                       | 163                                         |
| 2010                                        | 2010                                        |                                             | 1 446                                       | 161                                         |
| 2015                                        | 2015                                        |                                             | 1 516                                       | 179                                         |
| 2020                                        | 2020                                        |                                             | 1 544                                       | 179                                         |
|                                             |                                             |                                             |                                             |                                             |